# Катедрала на Мексико Сити
Катедралата на Мексико Сити (на испански: Catedral Metropolitana de la Asunción de la Santísima Virgen María a los cielos de la Ciudad de México) е сред най-големите и най-старата катедрала на американския континент и резиденция на католическия архиепископ на Мексико.
Посветена е на Успение Богородично (или католическия празник Възнесение Богородично). Намира се на северната страна на Площада на Конституцията в (Мексико Сити). Строежът на катедралата започва през 1573 г. по плановете на испанския архитект Клавдио ди Алсиниеда. Официално е открита през 1813 г.

## История
После завоюването на столицата на империята на ацтеките Теночтитлан от испанците, конкистадорите разрушават храма на бога на войната Уицилопочтли. От камъните на разрушеното светилищe на ацтеките и на същото място е построена християнска църква. Първият камък на тази църква е положен лично от Ерна̀н Кортeс. Тази църква просъществува около половин век. Тъй като размерите на църквата не отговарят на столицата на Нова Испания, още през 1544 г. кралят на Испания Филипп II приема решение за изграждане в Мексико на нова по-величествена катедрала за утвърждаване на испанската корона. През 1962 г. пожар унищожава значителна част от интериора на катедралата. По време на реставрационните дейности обаче са открити редица важни, скрити по-рано исторически документи и произведения на изкуството. През 2008 г. по време на заседанието на Върховния съд на Мексико за легализацията на абортите, камбаните на катедралата бият в знак на протест на католическата епархия.

## Архитектура
Катедралата „Успение Богородично“ в Мексико е великолепен представител на колониалната архитектура на т.нар. „Нов свят“, като съчетава чертите на ренесанса, барока и неокласицизма. За образци са служили величествените испански сгради като катедралата на Свети Павел във Валядолид и катедралата в Малага. Сградата има кръстообразна форма и е разположена в посока север-юг. Главната фасада се намира на южната страна. Катедралата има вътрешни размери: дължина 118 м., широчина 54 м и височина 55 м. Вътрешното пространство има пет кораба и четиринадесет капели. Има два органа: единният от епистолярната страна от 1695 г., а другият от евангелската страна от 1735 г.
На двете 70 метрови кули, разположени от двете страни на главния портал, са поставени 25 камбани. (18 на източната и 7 на западната кула). Най-голямата камбана, тежаща повече от 13 тона е посветена на Света Мария Гваделупска.

### Капели
- Capilla de Nuestra Señora de las Angustias de Granada
- Capilla de San Isidro
- Capilla de la Inmaculada Concepción
- Capilla de Nuestra Señora de Guadalupe
- Capilla de Nuestra Señora de La Antigua
- Capilla de San Pedro
- Capilla del Santo Cristo y de las Reliquias
- Capilla de los Ángeles
- Capilla de San Cosme y San Damián
- Capilla de San José
- Capilla de Nuestra Señora de la Soledad
- Capilla de San Eligio
- Capilla de Nuestra Señora de los Dolores
- Capilla del Señor del Buen Despacho
- Capilla de San Felipe de Jesús